# Ankingameloko
Ankatafa is een plaats in Madagaskar gelegen in de regio Diana. In 2001 telde de plaats bij de volkstelling 6018 inwoners.
In de plaats is basisonderwijs beschikbaar. 95% van de bevolking is landbouwer. Er wordt met name koffie, peper en catechu verbouwd. 1% van de bevolking is werkzaam in de dienstensector en 4% van de bevolking verziet via visserij in levensonderhoud.